# Zosteria rosevillensis
Zosteria rosevillensis là một loài ruồi trong họ Asilidae. Zosteria rosevillensis được Hardy miêu tả năm 1935. Loài này phân bố ở miền Australasia.